# Lista przypadków
Oto lista przypadków używanych w różnych językach fleksyjnych lub aglutynacyjnych posiadających deklinację.
Znaczenie terminów agens, pacjens, podmiot doznający, narzędzie wiąże się z zagadnieniem ról semantycznych.
| Przypadek                  | Znaczenie | Przykład użycia | Przykłady języków |
| -------------------------- | --- | --- | --- |
| Abessivus = Privativus     | bez czegoś | bez domu | erzja estoński fiński inari saami |
| Ablativus                  | od czegoś, od strony czegoś; często przypadek synkretyczny | od domu | czeczeński erzja estoński fiński inuktitut łacina sanskryt turecki węgierski |
| Absolutivus                | (1) pacjens, podmiot zdania nieprzechodniego; (2) pacjens, podmiot nieaktywny; (3) pacjens, podmiot zdania nieprzechodniego, narzędzie (zob. Stosunki morfosyntaktyczne) | (1) pchnął drzwi, a drzwi otworzyły się; (2) przeszła przez lód, on pośliznął się; (3) pchnął drzwi ręką, a one otworzyły się | (1) baskijski (2) język nominatywno-absolutywny (3) inuktitut |
| Accusativus (biernik)      | (1) pacjens; (2) dopełnienie czasowników nieprzechodnich (zob. Stosunki morfosyntaktyczne)                                                                               | (1) otworzyła drzwi; (2) widzę ją                                                                                             | (1) bułgarski (tylko zaimki) białoruski czeski erzja esperanto fiński jidysz inari saami litewski łotewski łacina niemiecki polski północny saami rosyjski sanskryt serbski słowacki turecki ukraiński węgierski (2) inuktitut      |
| Adessivus                  | przy czymś, u czegoś | przy domu | estoński fiński litewski węgierski |
| Aequativus                 | względem czegoś, w porównaniu z czymś | względem domu, w porównaniu z domem                                                                                           | staroturecki |
| Allativus                  | ku czemuś, w stronę czegoś | ku domowi | czeczeński erzja estoński fiński litewski węgierski |
| Antessivus                 | przed czymś | przed domem | języki drawidyjskie |
| Apudessivus                | obok czegoś | obok domu | didojski |
| Aversivus                  | omijając coś | omijając dom | warlpiri yidiny |
| Causalis                   | z powodu czegoś | z powodu domu | keczua |
| Causalis-finalis           | z powodu czegoś, dla czegoś, po coś, o coś | dla domu, o dom | węgierski |
| Comitativus                | z czymś | z domem | estoński fiński inari saami północny saami turecki |
| Comparativus               | jak coś | jak dom | czeczeński |
| Dativus (celownik)         | kierunek lub odbiorca | domowi | bułgarski (tylko zaimki) białoruski czeczeński czeski erzja hindi inuktitut jidysz litewski łacina niemiecki polski rosyjski rumuński sanskryt serbski słowacki ukraiński węgierski                                                 |
| Delativus                  | z czegoś, z powierzchni czegoś | z (dachu) domu, ze stołu | węgierski |
| Disjunctivus               | używany gdy podmiot jest powtórzony dla emfazy lub dla wyszczególnienia                                                                                                  | dom i samochód, one są tutaj oba                                                                                              | francuski (tylko zaimki) |
| Distributivus              | po ile, co ile | po (jednym) domu, po dwa domy, (jeden) na osobę                                                                               | fiński (dialekt) węgierski |
| Distributivus-temporalis   | jak często | co dzień, co sobotę, co rok                                                                                                   | węgierski |
| Egressivus                 | począwszy od czegoś (początek w sensie przestrzennym lub czasowym) | począwszy od domu | udmurcki |
| Elativus                   | z wnętrza czegoś | z domu | erzja estoński ewenkijski fiński węgierski |
| Ergativus                  | agens (zob. Stosunki morfosyntaktyczne) | on pchnął drzwi, a one się otworzyły                                                                                          | baskijski czeczeński samoański |
| Ergativus-genetivus        | agens, posiadacz | on pchnął drzwi, a one się otworzyły; jej pies                                                                                | inuktitut |
| Essivus                    | jako coś, będąc w stanie czegoś, (chwilowo) w charakterze kogoś / czegoś                                                                                                 | jako dom | inuktitut estoński fiński inari saami północny saami średnioegipski |
| Essivus-formalis           | jako ktoś, w charakterze czegoś (cecha) | jako dom | węgierski |
| Essivus-modalis            | jako ktoś, w charakterze kogoś (czynność) | jako dom | węgierski |
| Exessivus                  | (wychodząc) ze stanu | ze stanu bycia domem | estoński fiński (dialekt) |
| Formalis                   | jako coś | jako przykład | węgierski |
| Genetivus (dopełniacz)     | kogoś, czegoś, czyj | domu | bułgarski (tylko zaimki) białoruski czeczeński czeski erzja estoński fiński grecki niderlandzki inari saami litewski łotewski łacina niemiecki polski północny saami rosyjski rumuński sanskryt serbski słowacki szwedzki ukraiński |
| Illativus                  | do (wnętrza) czegoś, w coś | do domu, w las | erzja estoński fiński inari saami litewski północny saami węgierski |
| Inessivus                  | w czymś, wewnątrz czegoś | w domu | erzja estoński fiński węgierski |
| Instructivus               | w jakiś sposób | pieszo, na własne oczy, oburącz, zębami                                                                                       | fiński |
| Instrumentalis (narzędnik) | czymś (instrument) | domem | białoruski czeczeński czeski litewski polski rosyjski sanskryt słowacki ukraiński |
| Instrumentalis-comitativus | czymś, z czymś | domem, z domem | węgierski |
| Intransitivus              | podmiot zdania nieprzechodniego (zob. Stosunki morfosyntaktyczne) | dom | |
| Intrativus                 | pomiędzy czymś | pomiędzy domami | limbu keczua |
| Lativus                    | do czegoś | do domu | erzja fiński |
| Locativus (miejscownik)    | gdzieś | w domu, przy domu, na domu | białoruski czeski inari saami litewski łacina (gł. nazwy miejscowości) łotewski polski północny saami rosyjski sanskryt serbski słowacki ukraiński węgierski (tylko nazwy niektórych miejscowości)                                  |
| Nominativus (mianownik)    | (1) agens; (2) agens lub podmiot aktywny (zob. Stosunki morfosyntaktyczne)                                                                                               | (1) on pchnął drzwi, a one się otworzyły; (2) on pchnął drzwi, a one się otworzyły; ona przestała                             | (1) język nominatywno-akuzatywny (2) język nominatywno-absolutywny |
| Objectivus                 | dopełnienie bliższe lub dalsze albo forma łącząca się z przyimkiem | widzę ją; dałem jej książkę; z nią.                                                                                           | angielski |
| Obliquus                   | dowolna funkcja z wyjątkiem mianownika | co do domu | hindi |
| Partitivus                 | (ilość) czegoś, (część) czegoś | (kawałek) domu | estoński fiński inari saami |
| Passivus                   | podmiot przy czasowniku nieprzechodnim lub logiczne uzupełnienie czasownika przechodniego                                                                                | drzwi otworzyły się | języki kaukaskie |
| Possessivus                | czyjś | domu, posiadany przez dom | angielski quenya jidysz |
| Postessivus                | za czymś | za domem | lezgiński agulski |
| Prepositionalis            | przypadek używany z różnymi przyimkami | w domu, o domu, na domu | rosyjski |
| Privativus zob. Abessivus  | | | |
| Prolativus                 | przez coś, przez powierzchnię czegoś, przez wnętrze czegoś | przez dom | erzja estoński fiński |
| Prosecutivus               | wzdłuż czegoś | wzdłuż domu, wzdłuż drogi | kalaallisut |
| Sociativus                 | razem z czymś | razem z domem | węgierski |
| Subessivus                 | pod czymś | pod domem | didojski |
| Sublativus                 | na coś, na powierzchnię czegoś | na dom, na stół | węgierski |
| Superessivus               | na czymś, na powierzchni czegoś | na domu, na stole | węgierski |
| Temporalis                 | o (czasie), w czasie czegoś | o siódmej, podczas spotkania                                                                                                  | węgierski |
| Terminativus               | aż do czegoś (koniec w sensie przestrzennym lub czasowym) | aż do domu | estoński węgierski |
| Translativus               | w coś, (czynić) czymś, wybierać na kogoś | (stając się) domem, (zamieniać) w dom                                                                                         | erzja estoński fiński węgierski |
| Vialis                     | poprzez coś, używając czegoś | poprzez dom, używając domu | inuktitut |
| Vocativus (wołacz)         | używany przy zwrotach bezpośrednich | domie! | arabski bułgarski białoruski (rzadko) czeski grecki hindi litewski łacina macedoński polski rumuński sanskryt serbski ukraiński |